# Rhamphorrhina
Rhamphorrhina är ett släkte av skalbaggar. Rhamphorrhina ingår i familjen Cetoniidae.
Kladogram enligt Catalogue of Life:
| Rhamphorrhina | \| \| Rhamphorrhina bertolonii \| \| \| \| \| \| Rhamphorrhina splendens \| \| \| \| |
|               | \| \| Rhamphorrhina bertolonii \| \| \| \| \| \| Rhamphorrhina splendens \| \| \| \| |
|               | Rhamphorrhina bertolonii                                                             |
|               |                                                                                      |
|               | Rhamphorrhina splendens                                                              |
|               |                                                                                      |